# Ocuituco (kommun)
Ocuituco är en kommun i Mexiko.   Den ligger i delstaten Morelos, i den sydöstra delen av landet, 70 km sydost om huvudstaden Mexico City.
Följande samhällen finns i Ocuituco:
- Ocuituco
- Huecahuasco
- Ocoxaltepec
- Huepalcalco
- Huejotengo